# 2136 Джуґта
2136 Джуґта (2136 Jugta) — астероїд головного поясу, відкритий 24 липня 1933 року.
Тіссеранів параметр щодо Юпітера — 3,219.